# 滿洲中央銀行
滿洲中央銀行是满洲国的國家银行。是满洲国圆的发行单位。1932年建立，1945年8月日本投降后废除。

## 历史沿革
1932年3月15日，在關東軍策劃下，满洲中央银行籌備會議召開，關東軍統治部長兼滿洲國總務長官驅井德三宣佈，合并东三省官银号、吉林永衡官银号、黑龙江省官银号和边业银行四行号，成立中央銀行。6月11日，滿洲國頒布《滿洲中央銀行法》、《滿洲中央銀行組織辦法》规定满洲中央银行是一家股份有限公司，初始资本3000万元，分股30万股，政府持股5万股，实际筹得资本1500万元。发行满洲国元，最初采用银本位，后与日元直接挂钩，一比一自由兑换，采取金本位制。设总裁一名，副总裁一名，理事六名满日各半，监事一名。6月15日，滿中央銀行成立。，成立之初行址位于新京北大街的吉林永衡官银号旧址。7月1日滿中央銀行總行、分支行共128個單位同時正式开业，撤銷原有四行號。總裁為榮厚（原吉林省財政廳長），副總裁日本人山成喬六全權掌握，各課課長及分支行經理，多半由日本之朝鮮、正金兩行和南滿洲鐵道株式會社人員充任。满洲中央银行成立后，整理回收过去的旧币定为首要的任务。1932年7月1日满中央银行对外营业当日，即颁布实行《旧货币整理办法》，规定从即日起，在两年内收兑原四大金融机构发行的15种货币，其它各种钞币也限期收回。满洲国币1元兑换：
- 东三省官银号兑换券1元
- 东三省官银号汇兑券50元
- 边业银行兑换券1元，
- 吉林永衡官银号哈尔滨大洋票1.25元，
- 吉林永衡官银号官贴500吊，
- 黑龙江省官银号官贴1680吊，
- 黑龙江省官银号四厘债券14元
- 奉天公济平市钱号铜元票60元
- 1932年禁止流通双毫的银角或者银毫子。清代银毫每100元兑换满洲国币90元，民国银毫每100元兑换满洲国币73元
- 1934年7月规定，10文铜圆500枚兑换满洲国币一元，20文铜圆250枚兑换满洲国币一元。至1936年兑换结束，缴十文铜币86万枚，收缴贰十文铜币100余万枚。
- 1935年5月30日，满洲国政府公布《关于取缔现大洋流通的公告》，满洲国币一元兑换银元一元。

满洲中央银行资本金从3000万元增加到8000万元以上，分支机构遍布满洲国各地。设满洲中央银行东京分行。
1935年10月5日，滿政府又要求資本較小之銀行，在一年內實行改組和增資，即改組為股份公司，資本須在10萬圓以上。到1936年末，改組為股份公司並實行增資有19家，個人辦銀行完全絕跡。此外，還通過強制儲蓄、生命保險、發行公債等手段，大量搜刮資金。

## 紙幣發行額變化

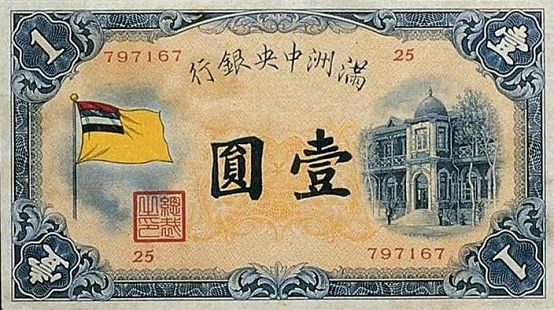
滿洲中央銀行发行的壹圆纸币

- 1932年：1億5千万元（第一次發行）
- 1936年：2億元以上
- 1937年：3億元以上
- 1938年：4億元以上
- 1939年：6億2千萬元

## 主要领导人
- 第一任：1932年6月—1936年6月
- 第二任：1936年6月—1940年5月
- 第三任：1940年5月—1943年5月
- 第四任：1943年5月—1945年8月[5]

### 总裁
- 荣厚（首任总裁）
- 田中铁三郎（第二任总裁）
- 阚潮洗（第三任总裁）
- 西山勉（第四任即末任总裁）

### 副总裁
- 山成乔六（首任副总裁）
- 蔡运升（第二任副总裁）→阚潮洗（第二任副总裁）
- 大泽菊太郎（第三任副总裁）
- 徐绍卿（第四任即末任副总裁）

### 理事
- 鹫尾矶一（首任理事）
- 吴恩培（首任理事）
- 武安福男（首任理事）
- 刘燏棻（首任理事）
- 五十岚保司（首任理事）
- 刘世忠（首任理事）
- 大泽菊太郎（第二任理事）
- 孙耀宗（第二任理事）
- 王富春（第二任理事）
- 高木铁二（第二任理事）
- 西冈实太（第二任理事）
- 海上浩（第二任理事）
- 何治安（第三任理事）
- 丁德恩（第三任理事）
- 铃木谦则（第三任理事）
- 笠井圆藏（第三任理事）
- 阿部晋（第三任理事）
- 邹名信（第四任即末任理事）
- 生松净（第四任即末任理事）
- 森恒次郎（第四任即末任理事）
- 长谷川长治（第四任即末任理事）
- 孙世琨（第四任即末任理事）
- 袁庆濂（第四任即末任理事）
- 梅震（第四任即末任理事）

### 监事
- 阚潮洗（首任监事）
- 阪谷希一（第二任常任监事）
- 丁士源（第二、三、四任监事）
- 郑廷侯（第三、四任监事）
- 高藻翔（第四任即末任监事）
- 色部贡（特别监事）

## 遗迹

### 满洲中央银行总行建筑
满洲中央银行总行建筑位于首都新京市大同广场（今长春市人民广场）西北，占地面积3万平方米，建筑面积26835平方米，钢架混凝土框架结构，地上4层，地下2层，由西村好時设计，大林组施工，造型为带有多利安柱廊的古典主义建筑。工程于1934年4月22日动工，1938年8月6日主体落成。耗用钢材5千吨，费用大大超过最初600万满洲国圆的预算，是新京工期最长、耗资最大的建筑工程，以异常坚固（据说可经得住原子弹的冲击波）与设备完善著称。1948年中华民国东北剿匪总部副总司令郑洞国就是在此向中国共产党领导的东北野战军投降的。该建筑现为全国重点文物保护单位。

### 其它
满洲中央银行千代田支行旧址位于今辽宁省沈阳市和平区南京北街312号，是第三批沈阳市文物保护单位。
满洲中央银行佳木斯分行建筑位于今黑龙江省佳木斯市前进区中山街131号，以东北银行旧址之名列为佳木斯市文物保护单位。